# Woningbedrijf Amsterdam

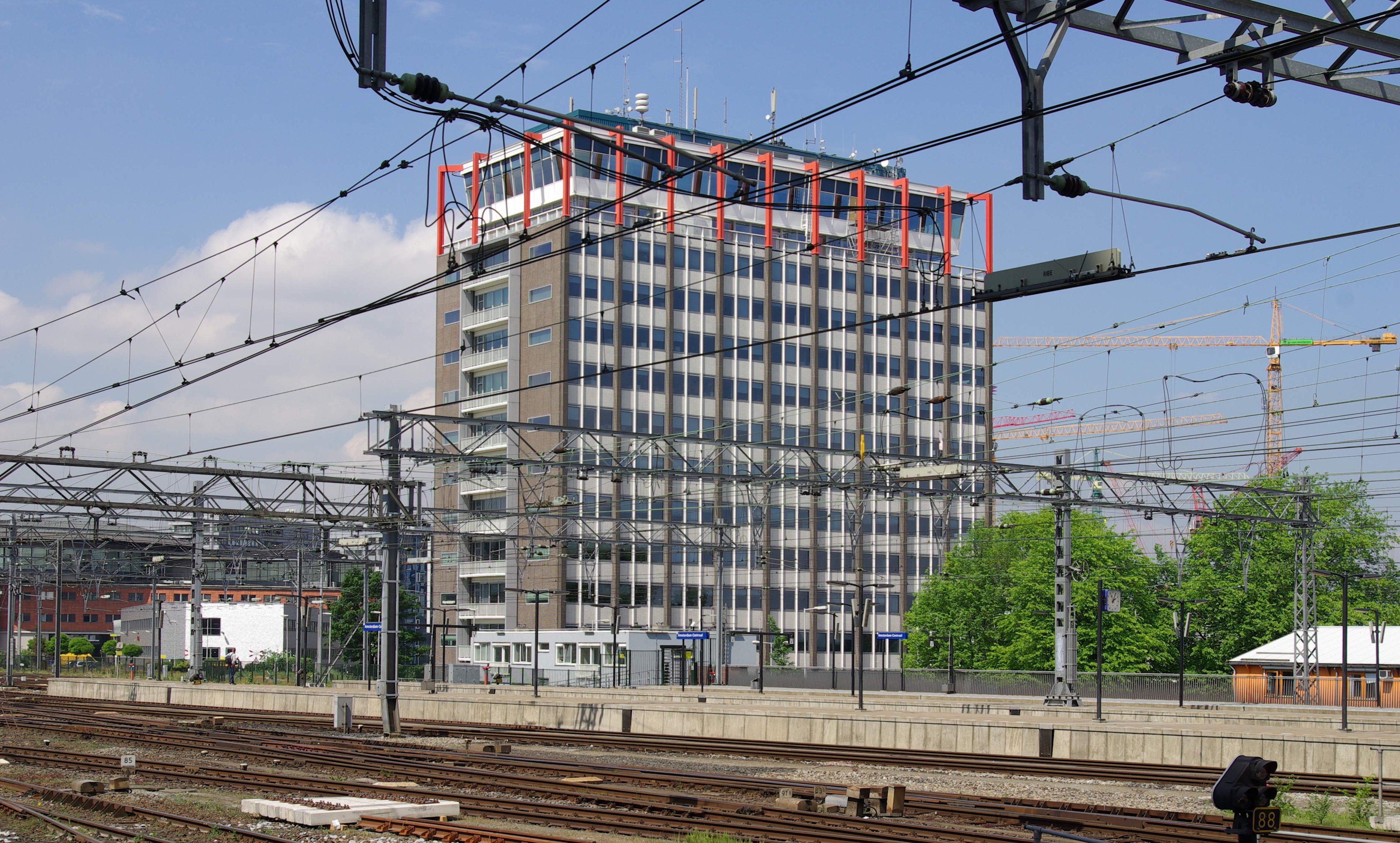
Het Woningbedrijf Amsterdam was gevestigd in het Havengebouw van Amsterdam, ontworpen door Willem Dudok

Het Woningbedrijf Amsterdam is een voormalige stichting die op 31 december 1993 door de gemeente Amsterdam werd opgericht om alle bezit en taken van het Gemeentelijk Woningbedrijf Amsterdam over te nemen. Het voormalig hoofd van het Gemeentelijk Woningbedrijf, Lex Pouw, werd door de gemeenteraad benoemd tot directeur-bestuurder. De stichting heeft in de tien jaar van zijn bestaan geen andere directeur gekend. Zijn opdracht was het geprivatiseerde Woningbedrijf verder te hervormen en eenzelfde positie te geven op de woningmarkt als andere woningcorporaties.

## Verzelfstandiging
Na dit privatiseringsproces is het bedrijf daarom verder verzelfstandigd. Bij deze verzelfstandiging werd het bedrijf ingrijpend gereorganiseerd tot een vastgoedbeheer- en ontwikkelingsmaatschappij. Voorzitter van de raad van bestuur werd in 2001 ir. Pouw.

## Nieuwe fusies
Op 1 januari 2004 fuseerde Woningbedrijf Amsterdam met Woningstichting Wonen voor Allen (Almere), waarna de nieuwe organisatie Ymere ging heten, naar het IJmeer dat beide gemeenten met elkaar verbond. Samen had de nieuwe combinatie ruim 48.000 huurwoningen, winkelpanden, opslagruimtes, studentenwoningen, woon-zorgcomplexen, gezondheidscentra en andere bedrijfsruimten in beheer. Voorzitter van de raad van bestuur werd ir. Pouw. In een reeks fusies bleef de naam Ymere gehandhaafd.
Op 1 januari 2008 volgde een fusie met de Stichting Woonmaatschappij, een woningcorporatie met bijna 34.000 verhuureenheden die vooral actief was in Amsterdam, Haarlem en Haarlemmermeer. Door deze fusie ontstond de grootste woningcorporatie van Nederland. Voorzitter van de raad van bestuur van de nieuwe fusiecombinatie werd ir. Pouw, die op 1 juli 2008 werd opgevolgd door de vicevoorzitter van de raad van bestuur van Ymere en voormalig voorzitter van de raad van bestuur van de Stichting Woonmaatschappij, Roel Steenbeek.
Op 1 januari 2011 fuseerde Ymere met woningcorporatie Goed Wonen Noord-Kennemerland, officieel geheten Woningstichting Goed Wonen Koedijk Sint-Pancras, die circa 1100 woningen verhuurde in de gemeenten Alkmaar, Heerhugowaard en Langedijk. In oktober 2015 werd bekend dat Ymere dit bezit weer wilde verkopen aan woningcorporatie Woonwaard, en zich wilde terugtrekken uit de regio Noord-Kennemerland.
Op 1 maart 2014 fuseerde Ymere met woningcorporatie De Woningbouw uit Weesp, die in 2001 ontstaan was uit de woningcorporaties Samen Bouwen, Ons Belang en de Algemene Weesper Woningbouwvereniging (AWWV). De Woningbouw bracht circa 4.100 huurwoningen in die het in bezit had in Weesp, Muiden en Muiderberg. Binnen het werkgebied was De Woningbouw naast Ymere de enige woningcorporatie.